# Friends: A XXX Parody
Friends: A XXX Parody ist eine Porno-Parodie aus dem Jahr 2009 über die Fernsehserie Friends.

## Handlung
Kurz vor Sandlers und Moanicas Hochzeit scheitern Freebie und Rachelle daran, Moanicas Junggesellenabschied geheim zu halten. So bestehen Joe und Russ darauf, eine Party für Sandler zu organisieren. Russ ist jedoch sehr beschäftigt, da er mit seiner lesbische Ex Carol einen Dreier probiert. Sandler betrinkt sich, bevor die Stripperin kommt, die sich als Russ’ Mutter entpuppt und der Stripper ist zufällig Solomon, der nackte Kerl von der anderen Straßenseite, der sich über Moanica, Rachelle und Freebie hermacht.

## Produktion und Veröffentlichung
Regie führte Lee Roy Myers. Erstmals wurde der Film am 24. August 2009 auf DVD veröffentlicht. Produktion und Vertrieb erfolgte über New Sensations.

## Rezeption
Rog Reviews meint zu dem Film, dass die meisten Sets wirklich gut aussehen. Die Dialoge seien ziemlich lustig und sie würden viele verschiedene Friends-Handlungsstränge abdecken. Sexuell sei der Film in Ordnung, aber nicht großartig. Die Sexszenen wären in Ordnung, aber sie böten nicht viel Fantasie.